# 統一省エネラベル
統一省エネラベル（とういつしょうエネラベル）とは財団法人省エネルギーセンターが提供する家電製品の省エネルギー性能に関する表示である。

## 概要
家電メーカーが提供する製品情報を基に、省エネルギーセンターがデータベース化し情報提供している省エネ性能について同種製品内での相対的性能を多段階評価を付した表示ラベル。様式は経済産業省告示により定められている。
簡易版ラベルとして多段階評価を行わない製品について省エネルギーラベルと1年間の目安電気料金（燃料使用量）を組み合わせたラベルも存在するが、これは統一省エネラベルとは区別される。
家電販売店及び一般ユーザーはデータベースにアクセスすることにより当該ラベルの内容を確認・出力できる。販売店は購入者向けの提供情報として、一般ユーザーは省エネ性能に関するカタログ情報として利用できる。2006年10月1日から実施。
統一省エネラベルの表示は努力義務であり実施は販売店の裁量に任されているが、一部自治体では条例により
掲出を義務付けている。
2006年にエネルギーの使用の合理化に関する法律が改正施行され、小売事業者に対して省エネルギーに関する情報提供の努力義務が規定された。これにより、全国省エネラベル協議会が実施していた「省エネラベル」を基に総合資源エネルギー調査会省エネルギー基準部会小売事業者表示判断基準小委員会での検討とパブリックコメントを経て決定された。
2008年4月より液晶テレビ・プラズマテレビについて多段階評価基準の見直しが行われ、新基準による表示が行われている。これに伴い液晶テレビ・プラズマテレビについてのみ旧基準表示との混同を避けるため、ラベルデザインの一部変更が行われた。

## 統一省エネラベル
- 表示情報
  - 省エネ基準達成率
  - 省エネ性マーク
  - 目標年度
  - エネルギー消費効率
  - 省エネ性能の相対評価（☆印による1つ星から5つ星までの5段階）
  - 製造事業者名
  - 機種名
  - ノンフロン表示（冷蔵庫のみ）
  - 1年間の電気代の目安
  - 実施年度
- 対象機器
  - エアコン、冷蔵庫、テレビ（ブラウン管テレビ、液晶・プラズマテレビ。2006年10月現在）
- 使用基準
  - 経済産業省告示により定められている。

### 簡易版ラベル
省エネルギーに関する情報提供として販売する際に省エネルギーラベル及び年間の目安電気料金（目安燃料使用量）の表示を求められているものに使用するラベル。統一省エネラベル同様省エネルギーセンターがデータベース化し情報提供している。
- 目安電気料金
  - 電気冷凍庫、蛍光灯器具、電気便座、ジャー炊飯器、電子レンジ、VTR、DVDレコーダー（2006年10月現在）
- 目安燃料使用量
  - ガス調理機器、ガス温水機器、石油温水機器（2006年10月現在）